# ITF Changwon Women's Challenger Tennis 2012
L'ITF Changwon Women's Challenger Tennis 2012 è stato un torneo di tennis facente parte della categoria ITF Women's Circuit nell'ambito dell'ITF Women's Circuit 2012. Il torneo si è giocato a Changwon in Corea del Sud dal 21 al 27 maggio 2012 su campi in cemento e aveva un montepremi di 25 000 $.

## Vincitori

### Singolare
Duan Yingying ha battuto in finale  Zhang Ling con il punteggio di 6–4, 6–3

### Doppio
Liu Wanting /  Xu Yifan hanno battuto in finale  Yang Zhaoxuan /  Zhang Kailin con il punteggio di 6–4, 7–5